# 小行星3926
小行星3926（英語：3926 Ramirez）是一颗围绕太阳公转的小行星。1978年11月7日，舒爾特·巴斯、埃莉諾·赫琳在帕洛马山发现了此天体。
这颗小行星的绝对星等为236.1560275985006等。